# We wanna R&R SHOW
「We wanna R&R SHOW」（ウィー ワナ ロックンロール ショー）は、2010年4月28日にGloryHeavenより発売されたKISHOWとe-ZUKAによるロックユニットGRANRODEOの13枚目のシングルである。

## 概要
2曲共に発売後に開催された武道館ライブを意識して製作されたものである。特に『We wanna R&R SHOW』に関しては武道館公演やライブタイトルに「ROCK☆SHOW」のつく公演のみの演奏の上、どのアルバムにも収録されていなかったが、2013年に発売されたベストアルバム『GRANRODEO GREATEST HITS 〜GIFT REGISTRY〜』に初めて収録された。

## 収録曲
（全作詞：谷山紀章、作曲・編曲：飯塚昌明）
1. We wanna R&R SHOW
2. SEA OF STARS
3. We wanna R&R SHOW（OFF VOCAL）
4. SEA OF STARS（OFF VOCAL）

## 収録アルバム
| 曲名         | アルバムタイトル                  | 備考           |
| ------------ | --------------------------------- | -------------- |
| SEA OF STARS | SUPERNOVA                         | 4thアルバム    |
| SEA OF STARS | GRANRODEO B‐side Collection "W"   | ベストアルバム |
| SEA OF STARS | GRANRODEO BEST ALBUM DECADE OF GR | ベストアルバム |